# Мехен, Дик
Ричард П. «Дик» Мехен (англ. Richard P. "Dick" Mehen; 20 мая 1922, Уилинг, Западная Виргиния, США — 14 декабря 1986, Норт-Олмстед, Огайо, США) — американский профессиональный баскетболист.

## Ранние годы
Дик Мехен родился 20 мая 1922 года в городе Уилинг  (штат Западная Виргиния), учился там же в одноимённой школе, в которой играл за местную баскетбольную команду.

## Студенческая карьера
В 1947 году Дик окончил Университет Теннесси, где в течение трёх лет играл за баскетбольную команду «Теннесси Волонтирс». При Мехене «Волонтирс» один раз выигрывали регулярный чемпионат Юго-Восточной конференции (1945), но ни разу не выигрывали турнир Юго-Восточной конференции, а также ни разу не выходили в плей-офф студенческого чемпионата США.

## Профессиональная карьера
Играл на позиции тяжёлого форварда и центрового. В 1947 году Дик Мехен заключил соглашение с командой «Толидо Джипс», выступавшей в Национальной баскетбольной лиге (НБЛ). Позже выступал за команды «Уотерлу Хокс» (НБЛ, НБА), «Балтимор Буллетс» (НБА), «Бостон Селтикс» (НБА), «Форт-Уэйн Пистонс» (НБА) и «Милуоки Хокс» (НБА). Всего в НБЛ провёл 2 сезона, а в НБА — 3 сезона. В 1949 году включался в 1-ю сборную всех звёзд НБЛ. Всего за карьеру в НБЛ Мехен сыграл 119 игр, в которых набрал 1228 очков (в среднем 10,3 за игру). Всего за карьеру в НБА Дик сыграл 193 игры, в которых набрал 2069 очков (в среднем 10,7 за игру), сделал 505 подборов и 480 передач. Помимо этого Мехен в составе «Джипс» один раз участвовал во Всемирном профессиональном баскетбольном турнире, но без особого успеха.

## Смерть
Дик Мехен умер в воскресенье, 14 декабря 1986 года, на 65-м году жизни в городе Норт-Олмстед (штат Огайо).

## Статистика

### Статистика в НБА
| Сезон                                                                                    | Команда      | Регулярный сезон | Регулярный сезон | Регулярный сезон | Регулярный сезон | Регулярный сезон | Регулярный сезон | Регулярный сезон | Регулярный сезон | Регулярный сезон | Регулярный сезон | Регулярный сезон | Серия плей-офф | Серия плей-офф | Серия плей-офф | Серия плей-офф | Серия плей-офф | Серия плей-офф | Серия плей-офф | Серия плей-офф | Серия плей-офф | Серия плей-офф | Серия плей-офф |
| Сезон                                                                                    | Команда      | GP               | GS               | MPG              | FG%              | 3P%              | FT%              | RPG              | APG              | SPG              | BPG              | PPG              | GP             | GS             | MPG            | FG%            | 3P%            | FT%            | RPG            | APG            | SPG            | BPG            | PPG            |
| ---------------------------------------------------------------------------------------- | ------------ | ---------------- | ---------------- | ---------------- | ---------------- | ---------------- | ---------------- | ---------------- | ---------------- | ---------------- | ---------------- | ---------------- | -------------- | -------------- | -------------- | -------------- | -------------- | -------------- | -------------- | -------------- | -------------- | -------------- | -------------- |
| 1949/50                                                                                  | Уотерлу      | 62               |                  |                  | 42,0             |                  | 70,5             |                  | 3,1              |                  |                  | 14,4             | Не участвовал  | Не участвовал  | Не участвовал  | Не участвовал  | Не участвовал  | Не участвовал  | Не участвовал  | Не участвовал  | Не участвовал  | Не участвовал  | Не участвовал  |
| 1950/51                                                                                  | Балтимор     | 16               |                  |                  | 33,5             |                  | 72,5             | 4,8              | 3,4              |                  |                  | 9,4              | Не участвовал  | Не участвовал  | Не участвовал  | Не участвовал  | Не участвовал  | Не участвовал  | Не участвовал  | Не участвовал  | Не участвовал  | Не участвовал  | Не участвовал  |
| 1950/51                                                                                  | Бостон       | 7                |                  |                  | 32,7             |                  | 66,7             | 3,7              | 1,6              |                  |                  | 6,3              | Не участвовал  | Не участвовал  | Не участвовал  | Не участвовал  | Не участвовал  | Не участвовал  | Не участвовал  | Не участвовал  | Не участвовал  | Не участвовал  | Не участвовал  |
| 1950/51                                                                                  | Форт-Уэйн    | 43               |                  |                  | 38,1             |                  | 75,4             | 2,8              | 1,2              |                  |                  | 6,5              | 3              |                |                | 41,4           |                | 50,0           | 4,7            | 1,0            |                |                | 8,7            |
| 1951/52                                                                                  | Милуоки Хокс | 65               |                  | 35,3             | 35,6             |                  | 70,1             | 4,3              | 2,6              |                  |                  | 10,8             | Не участвовал  | Не участвовал  | Не участвовал  | Не участвовал  | Не участвовал  | Не участвовал  | Не участвовал  | Не участвовал  | Не участвовал  | Не участвовал  | Не участвовал  |
|                                                                                          | Всего        | 193              |                  | 35,3             | 38,1             |                  | 70,9             | 3,9              | 2,5              |                  |                  | 10,7             | 3              |                |                | 41,4           |                | 50,0           | 4,7            | 1,0            |                |                | 8,7            |
| Наведите курсор мыши на аббревиатуры в заголовке таблицы, чтобы прочесть их расшифровку. |              |                  |                  |                  |                  |                  |                  |                  |                  |                  |                  |                  |                |                |                |                |                |                |                |                |                |                |                |